# Штучний підйом
Штучний підйом належить до використання штучних засобів для збільшення потоку рідин, таких як сира нафта або вода, з видобувної свердловини. 

## Опис
Як правило, це досягається використанням механічного пристрою всередині свердловини (відомого як насос або швидкісна колона) або зменшенням маси гідростатичної колони шляхом впорскування газу в рідину на деякій відстані вниз по свердловині. Новіший метод, що називається безперервне транспортування пасом (Continuous Belt Transportation (CBT)), використовує маслопоглинаючий ремінь для видобутку з маргінальних та непрацюючих свердловин (олеофільний пас збирає лише важку нафту). Штучний підйом необхідний у свердловинах, коли в резервуарі недостатньо тиску, щоб підняти вироблену рідину на поверхню, але часто використовується в природних проточних свердловинах (які технічно в цьому не потребують), щоб збільшити дебіт, що перевищує природний. Утворена рідина може бути нафтою, водою або сумішшю нафти і води, як правило, змішаною з деякою кількістю газу.

## Інтернет-ресурси
- Defining Artificial Lift
- "Your one source of ESP system and HPS in North America"
- "NOV - Artificial Lift Page"
- " Schlumberger Page on Artificial Lift" Accessed Jan 24 2007
- Artificial lift pump systems types, uses, advantages & disadvantages